# Ninjago: Aufstieg der Drachen
Ninjago: Aufstieg der Drachen ist eine computeranimierte Fernsehserie, die von Lego produziert wird. Sie ist der Nachfolger der Serie Ninjago, die von 2011 bis 2022 produziert wurde. Die Erstausstrahlung der Serie fand im Fernsehen in Deutschland am 5. Juni 2023 statt.

## Handlung
Im Mittelpunkt der Serie, die auf Ninjago folgt, stehen die sechs Ninja Lloyd, Kai, Zane, Cole, Jay und Nya, wie auch drei neue: Arin, Sora und Wyldfyre. Nach einer Verschmelzung aller 17 Welten (darunter Ninjago, Imperium und Wyldness) müssen sich die neun Ninja neuen Gefahren stellen, wobei sie ihre elementaren Eigenschaften zum Einsatz bringen (Energie, Feuer, Eis, Blitz, Erde, Wasser, Technologie und Hitze).

### Staffeln
- Staffel 1 handelt von der Welt „Imperium“ und dessen Kaiserin Beatrix, welche nach der Verschmelzung aller Welten diese übernehmen will, wie auch von der Vorstellung der drei neuen Ninja, Arin, Sora und Wyldfyre.
- Staffel 2 handelt von den „Wolfsmasken“, die von Lord Ras geführt werden und der Kampftechnik „Zerstörungsspin“, die eine stärkere Form des Spinjitzus darstellt, vom zweiten General und neuem Meister des Rauchs, Cinder, eingesetzt wird und die Verbannten Fünf, verbannte Elementarmeister, zurückholen wollen.
- Staffel 3 handelt von den Verbannten Fünf, die mithilfe des Zerstörerdrachens des Chaos, Donnerzahn, mehr Macht erlangen wollen. Dieser wurde vor langer Zeit in Ketten gelegt, woraufhin sich die Fünf auf die Suche nach den Prismaklingen machen, um Donnerzahns Ketten zu trennen.

### Charaktere
- Arin ist ein normaler Ninja-Fan, der nach der Verschmelzung Sora begegnet und sich selbst Spinjitzu lehrt, wodurch er Lloyd kennenlernt.
- Sora ist eine Imperianerin, die nach der Verschmelzung aus Imperium geflüchtet ist und Arin kennenlernt. Als Sora mit Arin Lloyd begegnet, stellt sich heraus, dass sie die Elementarmeisterin der Technologie ist.
- Riyu ist der Drache von Arin, Sora und Wyldfyre, den sie retten, als er von den Krallen des Imperiums gejagt wird.
- Lloyd ist der grüne Ninja, Meister von Arin und Sora und der Elementarmeister der Energie.
- Kai ist der rote Ninja, der Bruder von Nya und der Elementarmeister des Feuers. Nach der Verschmelzung landet er auf einer unbekannten Insel.
- Nya ist die blaue Ninja, die Schwester von Kai, feste Freundin von Jay und die Elementarmeisterin des Wassers. Nach der Verschmelzung landet sie im Reich des Irrsinns.
- Cole ist der schwarze Ninja und Elementarmeister der Erde. Nach der Verschmelzung landet er im Land der verlorenen Dinge.
- Zane ist der weiße Ninja, ein Roboter (meist Nindroid genannt) und der Elementarmeister des Eises. Nach der Verschmelzung landet er in Imperium.
- Wyldfyre ist die Adoptivtochter eines Drachen und die Elementarmeisterin der Hitze. Nach der Verschmelzung wird sie von den Krallen des Imperiums gefangen genommen.
- Meister Wu war der Meister der Ninja und Elementarmeister der Schöpfung. Während der Verschmelzung stirbt er scheinbar und hilft den Ninja weiterhin als Geist.
- Jay Walker ist der blaue Ninja, der feste Freund von Nya und Elementarmeister der Blitze. Bei der Verschmelzung verliert er sein Gedächtnis und wird Manager in der Verwaltung.

## Synchronisation
Die deutschsprachige Synchronfassung entsteht nach den Dialogbüchern von Benedict Fischer und der Dialogregie von Michael Wiesner. Christian Zeiger, Reinhard Scheunemann, Magdalena Turba, Toni Michael Sattler, Wanja Gerick, Dirk Stollberg, Sebastian Kluckert und Thomas Schmuckert übernahmen wieder ihre Rollen aus der Vorgängerserie.
| Charakter                         | Staffel             | Staffel             | Staffel             | Deutscher Synchronsprecher         |
| Charakter                         | 1                   | 2                   | 3                   | Deutscher Synchronsprecher         |
| Hauptcharaktere                   | Hauptcharaktere     | Hauptcharaktere     | Hauptcharaktere     | Hauptcharaktere                    |
| --------------------------------- | ------------------- | ------------------- | ------------------- | ---------------------------------- |
| Lloyd Garmadon                    | Sam Vincent         | Sam Vincent         | Sam Vincent         | Christian Zeiger                   |
| Arin                              | Deven Mack          | Deven Mack          | Deven Mack          | Maximilian Artajo                  |
| Sora                              | Sabrina Pitre       | Sabrina Pitre       | Sabrina Pitre       | Julia Bautz                        |
| Wyldfyre                          | Kazumi Evans        | Kazumi Evans        | Kazumi Evans        | Magdalena Höfner                   |
| Riyu                              | Brian Drummond      | Brian Drummond      | Brian Drummond      | Originalstimme                     |
| Kai                               | Vincent Tong        | Vincent Tong        | Vincent Tong        | Wanja Gerick                       |
| Nya                               | Kelly Metzger       | Kelly Metzger       | Kelly Metzger       | Magdalena Turba                    |
| Cole                              | Andrew Francis      | Andrew Francis      | Andrew Francis      | Dirk Stollberg                     |
| Jay                               | Michael Adamthwaite | Michael Adamthwaite | Michael Adamthwaite | Sebastian Kluckert                 |
| Zane                              | Brent Miller        | Brent Miller        | Brent Miller        | Toni Michael Sattler               |
| P.I.X.A.L.                        |                     |                     | Jennifer Hayward    | Marieke Oeffinger                  |
| Wu                                | Paul Dobson         | Paul Dobson         | Paul Dobson         | Reinhard Scheunemann               |
| Krallen des Imperiums             |                     |                     |                     |                                    |
| Kaiserin Beatrix                  | Nicole Oliver       |                     |                     | Victoria Frenz                     |
| Rapton                            | Giles Panton        | Giles Panton        | Giles Panton        | Tommy Morgenstern                  |
| Dr. LaRow                         | Ashleigh Ball       |                     | Ashleigh Ball       | Carolin Brunk                      |
| Dorama                            | Mackenzie Gray      | Mackenzie Gray      | Mackenzie Gray      | Sebastian Christoph Jacob          |
| Wolfsclan                         |                     |                     |                     |                                    |
| Lord Ras                          | Brian Drummond      | Brian Drummond      | Brian Drummond      | Dirk Bublies                       |
| Jordana                           | Diana Kaarina       | Diana Kaarina       |                     | Samina König                       |
| Cinder                            |                     | Ian Hanlin          |                     | Fabian Oscar Wien                  |
| Teilnehmer am Turnier der Quellen |                     |                     |                     |                                    |
| Mr. Pale                          |                     | Ian Hanlin          |                     | Florian Clyde                      |
| Tox                               |                     | Tabitha St. Germain |                     | Jenny van der Wall                 |
| Frak                              |                     | David Kaye          | David Kaye          | Tom Raczko                         |
| Zeatrix Vespasian-Orus            | Nicole Oliver       | Nicole Oliver       | Nicole Oliver       | Rubina Nath                        |
| Euphrasia                         | Bethany Brown       | Bethany Brown       |                     | Jenny Maria Meyer                  |
| Geo                               | Peter Kelamis       | Peter Kelamis       | Peter Kelamis       | Konrad Bösherz                     |
| Zur                               |                     | Paul Dobson         |                     | Sebastian Borucki                  |
| Zant-Tanz                         | Garry Chalk         | Garry Chalk         |                     | Sascha Krüger                      |
| Verbannte Fünf                    |                     |                     |                     |                                    |
| Nokt                              |                     | Deven Mack          | Deven Mack          | Martin Sabel                       |
| Rox                               |                     | Emily Tennant       | Emily Tennant       | Peggy Pollow                       |
| Zarkt                             |                     | Michael Adamthwaite | Michael Adamthwaite | Thomas Schmuckert                  |
| Kur                               |                     |                     | Ashleigh Ball       | Susanne Geier                      |
| Drix                              |                     |                     | Lee Tockar          | Antje von der Ahe                  |
| Dragonies                         |                     |                     |                     |                                    |
| Donnerzahn                        |                     |                     | Deven Mack          | Robert Glatzeder                   |
| Tyr                               |                     |                     | Adam Trask          | Christopher Groß                   |
| Bürger der Vereinten Welten       |                     |                     |                     |                                    |
| Mr. Alfonzo Frohicky              | Michael Wiesner     | Michael Wiesner     | Michael Wiesner     | Andrew McNee                       |
| Kreel                             | Kelly Sheridan      | Kelly Sheridan      |                     | Anja Nestler                       |
| Labo                              | Brian Drummond      |                     | Brian Drummond      | Tim Huber, Michael Kargus (ab S3)  |
| Arrakore                          | Mark Hildreth       |                     | Mark Hildreth       | Jaron Löwenberg                    |
| Agent Roderick Allen              | Michael Adamthwaite | Michael Adamthwaite | Michael Adamthwaite | Alexander Gier                     |
| Agentin SsssSsss Underwood        | Rhona Rees          | Rhona Rees          |                     | Bettina Kenney                     |
| Agentin Denholt                   | Kazumi Evans        |                     |                     | Sarah Alles                        |
| Agent Karit                       | Mark Hildreth       |                     |                     | Michael Kühl                       |
| Unteragent Prentis                | Ian Hanlin          |                     |                     | Heiko Akrap                        |
| Kluger George                     |                     | Bill Newton         |                     | Lucas Wecker                       |
| Fedulian                          |                     | Brian Drummond      | Brian Drummond      | Michael Kühl Kilian Peters (ab S3) |
| Roby                              |                     | Ryan Beil           | Ryan Beil           | Dirk Petrick                       |
| Bleckt                            |                     | Vincent Tong        |                     | Matthias Klages                    |

## Hintergrund
Ninjago: Aufstieg der Drachen wurde im Jahr 2022 auf der San Diego Comic-Con angekündigt. Am 22. Mai 2023 erschienen sie in der deutschen Fassung auf dem YouTube-Kanal von Lego, wurden aber nach einigen Stunden wieder heruntergenommen.

### Animation
Die Nachfolger-Serie wird wie die Staffeln 11–15 ihres Vorgängers von WildBrain Studios animiert, doch für Ninjago: Aufstieg der Drachen benutzen sie Unreal Engine 5, um ihre Animation zu verbessern.

### Drehbuch
Chris Wyatt und Kevin Burke sind die Hauptschreiber der Serie. Laut Wyatt soll Ninjago: Aufstieg der Drachen weniger eine Fortsetzung von Ninjago, sondern mehr eine neue Serie sein.

## Episodenliste
| Staffel | Episodenanzahl | Episodenanzahl | Erstausstrahlung (USA) | Erstausstrahlung (USA) | Deutschsprachige Erstausstrahlung | Deutschsprachige Erstausstrahlung |
| Staffel | Episodenanzahl | Episodenanzahl | Staffelpremiere        | Staffelfinale          | Staffelpremiere                   | Staffelfinale                     |
| ------- | -------------- | -------------- | ---------------------- | ---------------------- | --------------------------------- | --------------------------------- |
| 1       | 20             | 10             | 1. Juni 2023           | 12. Oktober 2023       | 2. Juni 2023                      | 12. Oktober 2023                  |
| 1       | 20             | 10             | 1. Juni 2023           | 12. Oktober 2023       | 2. Juni 2023                      | 12. Oktober 2023                  |
| 2       | 20             | 10             | 4. April 2024          | 25. Juli 2024          | 25. März 2024                     | 4. Oktober 2024                   |
| 2       | 20             | 10             | 4. April 2024          | 25. Juli 2024          | 25. März 2024                     | 4. Oktober 2024                   |
| 3       | 20             | 10             | 17. April 2025         | 2025                   | 14. April 2025                    | 2025                              |
| 3       | 20             | 10             | 17. April 2025         | 2025                   | 14. April 2025                    | 2025                              |